# Traité de Montevideo (1890)
Pour les articles homonymes, voir Traité de Montevideo.

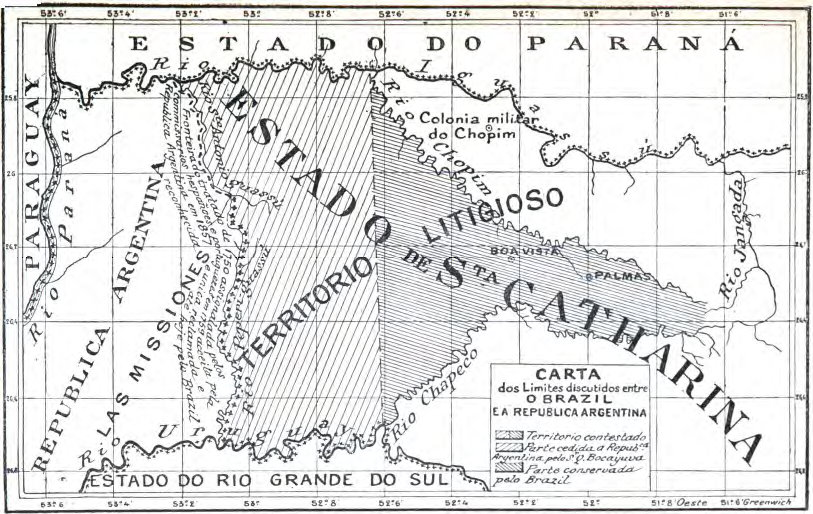
Carte représentative après le traité de Montevideo.

Le traité de Montevideo fut signé entre l'Argentine et le Brésil, le 25 janvier 1890, fixant le tracé de la frontière entre les deux États.
Négocié par Quintino Bocaiúva, alors ministre des Relations extérieures de la toute jeune république brésilienne, ses termes visaient à résoudre la question de Palmas, portant sur les limites relatives des deux républiques, c'est-à-dire le partage de la région entre les deux pays.
Considérant que ce diplomate avait outrepassé ses prérogatives en faisant des concessions territoriales excessives, le Congrès brésilien récusa le traité en 1891 et demanda l'arbitrage du président américain, Grover Cleveland (1893-1897).